# Apolon v Vulkanovi kovačnici
Apolon v Vulkanovi kovačnici (špansko Apolo en la Fragua de Vulcano), včasih imenovan tudi Vulkanova kovačnica, je oljna slika Diega Velázqueza, dokončana po njegovem prvem obisku Italije leta 1629. Kritiki se strinjajo, da je treba delo datirati do 1630, istega leta kot spremljevalca pri slikanju Jožefova tunika. Zdi se, da nobene od obeh slik ni naročil kralj, čeprav sta obe v kratkem času postali del kraljevih zbirk. Slika je leta 1819 postala del zbirke Muzeja Prado v Madridu.
Apolon v Vulkanovi kovačnici je bilo navedeno kot eno najpomembnejših del Velázquezovega prvega potovanja v Italijo in »ena njegovih najuspešnejših kompozicij v zvezi z enotno, naravno interakcijo figur.«

## Predmet
Slika prikazuje trenutek, ko bog Apolon, prepoznaven po lovorovi kroni na glavi, obišče Vulkana, ki ga najdejo pri izdelovanju orožja za vojno. Bog Apolon pove Vulkanu, da ima njegova žena Venera afero z Marsom, bogom vojne. Zaradi tega druge figure v sobi presenečeno gledajo boga, ki se je pravkar pojavil pred njimi, nekateri celo odprejo usta, da pokažejo presenečenje.
Velázqueza je za ustvarjanje tega dela navdihnila gravura Antonia Tempeste, ki jo je močno spremenil in osredotočil pripovedno dejanje na prihod Apolona v klasičnem baročnem slogu. Poudarja sodobno zanimanje za gole figure, na katere so vplivali grško-rimski kipi in klasično gibanje Guida Renija.Metoda frizne kompozicije bi lahko izhajala tudi od Renija. Po drugi strani pa jasni odtenki figure Apolona spominjajo na Guercino.
To delo je nastalo v Rimu brez naročila na pobudo slikarja Petra Paula Rubensa, ki je obiskal Španijo leta 1629. Velázquez je naslikal dve veliki platni v hiši španskega veleposlanika. Ti dve platni sta tvorili par in ju skupaj s prtljago prinesli nazaj v Španijo: Jožefova tunika in Apolon v Vulkanovi kovačnici.

### Analiza
Tema je vzeta iz rimske mitologije, natančneje iz Ovidovih Metamorfoz. Velázquez je prizor interpretiral v strogo človeško različico s sodobnimi figurami. Apolon je viden v togi, ki pušča njegov trup izpostavljen očem. Vulkan je na tej sliki samo kovač, prav tako njegovi pomočniki, ki so možje iz vasi, ki poznajo obrt. Vulkan začudeno strmi vanj, potem ko je izvedel o prešuštvu svoje žene z bogom Marsom, za katerega prav v tem trenutku kuje oklep. Jama, v kateri bog kovač kuje orožje za druga božanstva na tej sliki, je prikazana kot kovačnica, podobna tistim, ki jih je Velázquez lahko videl v Španiji ali Rimu. Z značilnim mojstrstvom je Velázquez slikal tudi različne predmete, ki bi jih običajno našli v kovačnici.
Zanimanje Velázqueza za akte ni presenetljivo in dokazi o tem se pojavijo že ob njegovem prihodu v Madrid leta 1623, čeprav se je njihovo pojavljanje v njegovih delih povečalo po njegovem prvem obisku Italije v letih 1629–1631.
Med italijanskim potovanjem je nanj vplivalo tudi beneško slikarstvo, kar je razvidno iz njegove uporabe barv, na primer v Apolonovi vpadljivi oranžni togi. Na svojih potovanjih po Rimu je nanj vplival Michelangelo, da je ustvaril izjemno velike in močne figure. Mišičje Vulkana in drugih figur, ki ga obdajajo, ni nepomembno; so atletske postave, ki brez skromnosti razkazujejo svojo moč, tudi če stojijo v položajih, ki še bolj učinkovito razkazujejo svoje mišice.
Po drugi strani pa je bil Velázquez vedno obseden z doseganjem globine v svojih delih. V tem primeru je začel uporabljati tisto, kar je znano kot prostorski sendvič, to je, da je nekatere figure postavil pred druge, tako da je v glavah gledalcev obstajal občutek globine. Na ta način upodablja globino, ne pa zgolj s pogledom skozi okno, ki ga vidimo na zadnji strani sobe. Tako kot v mnogih njegovih delih, fotografska kakovost predmetov (večinoma kovinski: oklep, nakovalo, kladiva in samo razbeljeno železo), ki se pojavljajo na sliki, kaže na skrajni realizem. Zadaj, desno zgoraj, so na polici vidni različni predmeti, ki sami tvorijo tihožitje, kar je značilno za Velázquezova zgodnja dela.
Kot španski slikar so njegovi liki navadni ljudje, ne idealizirani kot v italijanskih delih. Za Vulkana bi lahko celo rekli, da je precej grd, Apolonov obraz pa kljub temu, da ga obdaja avra, po kateri se razlikuje od ostalih, tudi ni idealiziran.

### Materiali za slikanje
Del pigmentov, ki jih je Velázquez uporabil na tej sliki, je spremenil barvo, tako da je platno izgubilo prvotno barvno ravnovesje. Apolonov venec je bil prvotno pobarvan zeleno z mešanjem (modrega) azurita, rumenega laka in rumenega okra. Jezerski pigment ni zelo stabilen, zato je današnja barva venčka skoraj modra. Barva ledij se je spremenila v ravno temno rjavo, medtem ko je barva mesa, ki je v glavnem vsebovala rumeno oker, cinober in azurit, ostala nespremenjena.